# Negba
Negba (hebrejsky נֶגְבָּה, v oficiálním přepisu do angličtiny Negba) je vesnice typu kibuc v Izraeli, v Jižním distriktu, v Oblastní radě Jo'av.

## Geografie
Leží v nadmořské výšce 85 metrů v pobřežní nížině, v regionu Šefela.
Obec se nachází 11 kilometrů od břehu Středozemního moře, cca 47 kilometrů jižně od centra Tel Avivu, cca 54 kilometrů jihozápadně od historického jádra Jeruzalému a 10 kilometrů severozápadně od města Kirjat Gat. Negbu obývají Židé, přičemž osídlení v tomto regionu je etnicky převážně židovské.
Negba je na dopravní síť napojena pomocí dálnice číslo 35.

## Dějiny

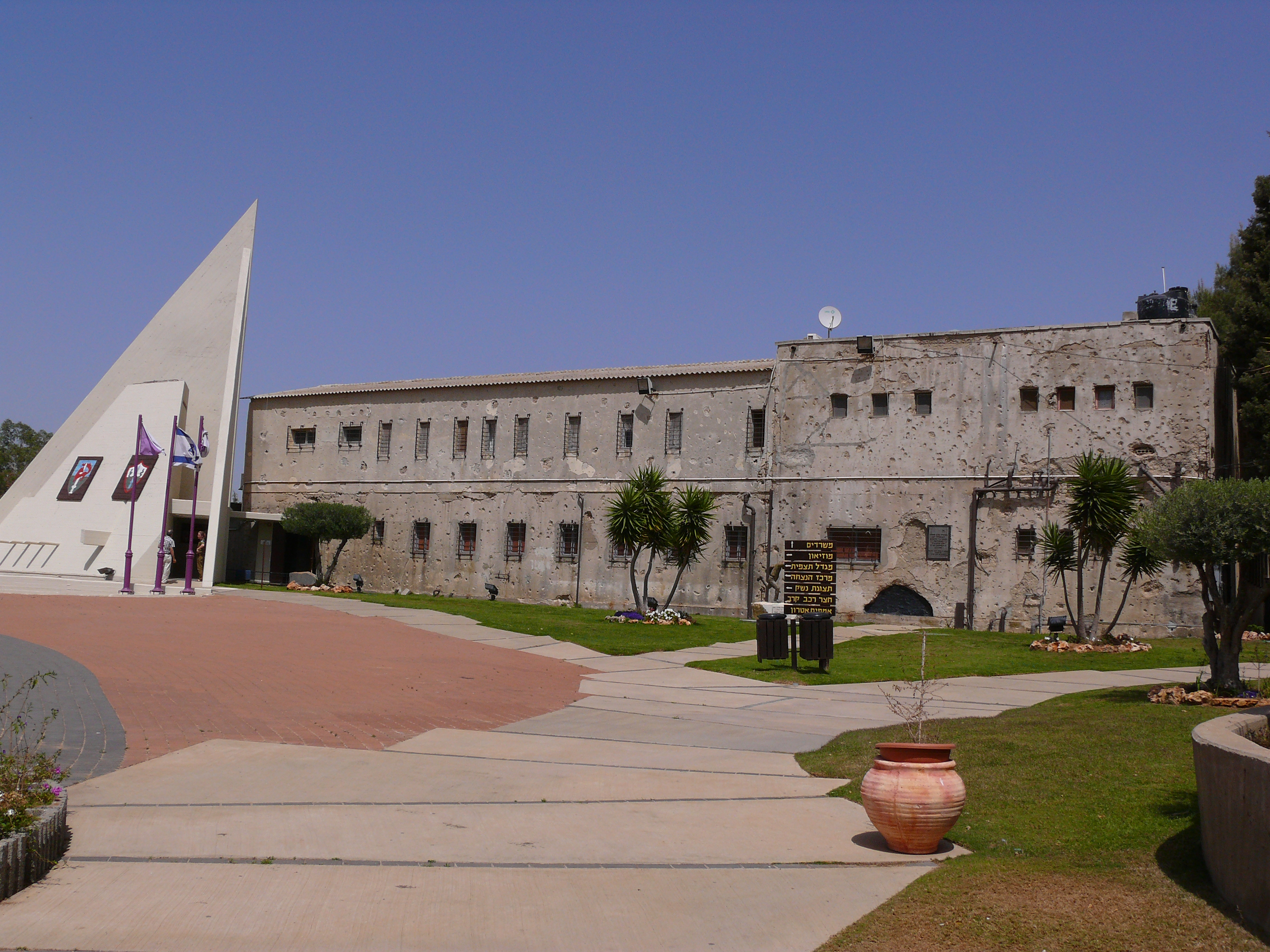
Bývalá policejní stanice Mecudat Jo'av - místo bojů v roce 1948

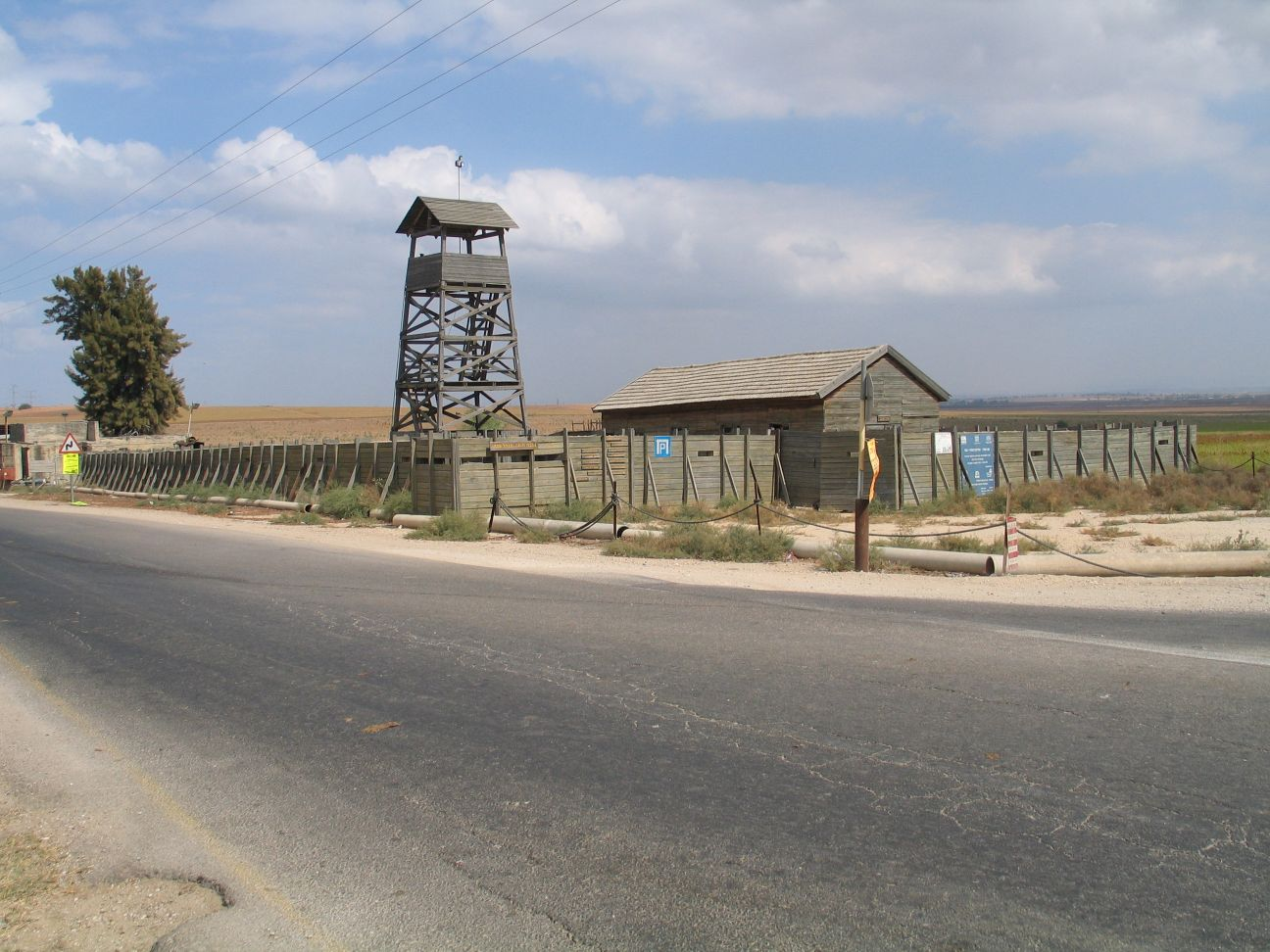
Model původní opevněné osady typu Hradba a věž

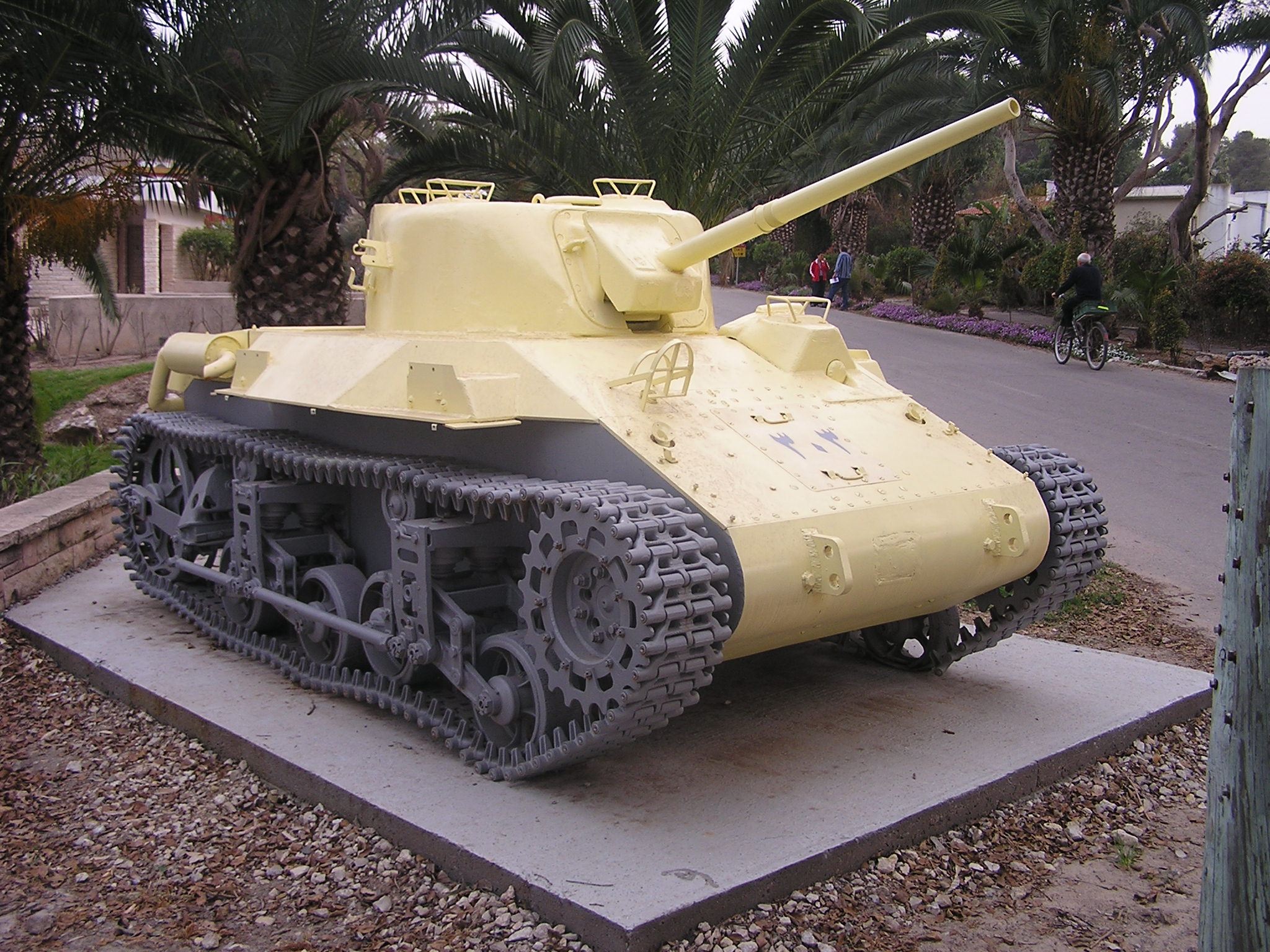
Egyptský tank Locust z bojů v roce 1948

Negba byla založena v roce 1939. Zakladateli kibucu byla skupina mladých Židů z Polska napojených na sionistické hnutí ha-Šomer ha-Ca'ir. Na tomto místě se usadili 12. července 1939. Šlo o opevněnou osadu typu Hradba a věž. V době svého vzniku šlo o nejjižnější židovské sídlo v tehdejší mandátní Palestině. Jméno osady je odvozeno od biblického citátu z Knihy Genesis 13,14: „Poté, co se Lot od něho oddělil, řekl Hospodin Abramovi: „Rozhlédni se z místa, na němž jsi, pohlédni na sever i na jih, na východ i na západ“ Roku 1946 sloužila Negba jako výchozí bod pro masivní jednorázovou kolonizační akci (takzvaných 11 bodů v Negevu), při které v jižní části mandátní Palestiny vzniklo 11 nových židovských osad.
Během války za nezávislost v roce 1948 probíhaly v okolí kibucu těžké boje s egyptskou invazní armádou. Šlo o strategicky významnou lokalitu, jejíž ovládnutí by Egypťanům umožnilo postoupil ve směru na Hebron a Jeruzalém. Obléhání kibucu trvalo šest měsíců. Teprve v říjnu 1948 v rámci Operace Joav byl tento region ovládnut izraelskou armádou. Členové kibucu pak okamžitě zahájili obnovu vesnice poškozené válečnými operacemi. Koncem 40. let měl kibuc rozlohu katastrálního území 2 724 dunamů (2,724 kilometrů čtverečních).
Roku 2003 prošel kibuc privatizací a zbavil se kolektivistických prvků ve svém hospodaření. Vesnice prochází stavební expanzí (nový obytný okrsek se 138 domy, z nichž 50 je určeno pro členy armády). Ekonomika je založena na zemědělství (polní plodiny, produkce mléka) a podnikání. Část obyvatel za prací dojíždí mimo obec. V obci je vojenský hřbitov a areál připomínající původní opevněnou osadu typu Hradba a věž.

## Demografie
Podle údajů z roku 2014 tvořili naprostou většinu obyvatel v Negbě Židé - cca 800 osob (včetně statistické kategorie "ostatní", která zahrnuje nearabské obyvatele židovského původu ale bez formální příslušnosti k židovskému náboženství, cca 900 osob).
Jde o menší obec vesnického typu s dlouhodobě stagnující populací. K 31. prosinci 2014 zde žilo 850 lidí. Během roku 2014 populace stoupla o 2,8 %.
| Rok            | 1948 | 1961 | 1972 | 1983 | 1995 | 2001 | 2003 | 2004 | 2005 | 2006 | 2007 | 2008 | 2009 | 2010 | 2011 | 2012 | 2013 | 2014 |
| -------------- | ---- | ---- | ---- | ---- | ---- | ---- | ---- | ---- | ---- | ---- | ---- | ---- | ---- | ---- | ---- | ---- | ---- | ---- |
| Počet obyvatel | 363  | 453  | 429  | 626  | 479  | 408  | 394  | 387  | 382  | 384  | 379  | 409  | 587  | 688  | 769  | 818  | 827  | 850  |